# معركة قلعة موسى
```
معركة قلعة موسى 
، هي حملة عسكرية على 
ولاية هلمند
 ، جنوب 
أفغانستان
 بقيادة 
بريطانيا
 بمساهمة 
القوات المسلحة الأفغانية
 
وقوات المساعدة الدولية لإرساء الأمن في أفغانستان
 ، هدفها القضاء على 
حركة طالبان
 في 7 دسمبر 2007 
[
1
]
 بعد ثلاثة أيام من القتال العنيف إنسحب مقاتلي طالبان إلى الجبال . أُعلن في 12 من نفس الشهر استعادة القوات الأفغانية السيطرة عل 
قلعة موسى
.
[
2
]
```